# 军田站
军田站位于广东省广州市花都区狮岭镇、毗邻广清城际铁路狮岭站，是京广铁路线上的一座四等站。该站靠近北回归线，距丰台站2244公里，距广州站39公里，是京广线进入广州后的第一个车站，也是京广线在北温带最南端的车站。军田站隶属广州铁路集团广州车务段管辖，目前不办理客货运业务。
军田站站于1908年4月随粤汉铁路新街-军田段通车而投入运营，1987-1988年实现复线化:328，设有3条股道。2012年广铁集团在车站附近新建和谐型大功率机车检修基地，车站因此新建2条到发线，同时车站信号楼由站场西侧搬迁至东侧。